# Чернишовськ-Забайкальський

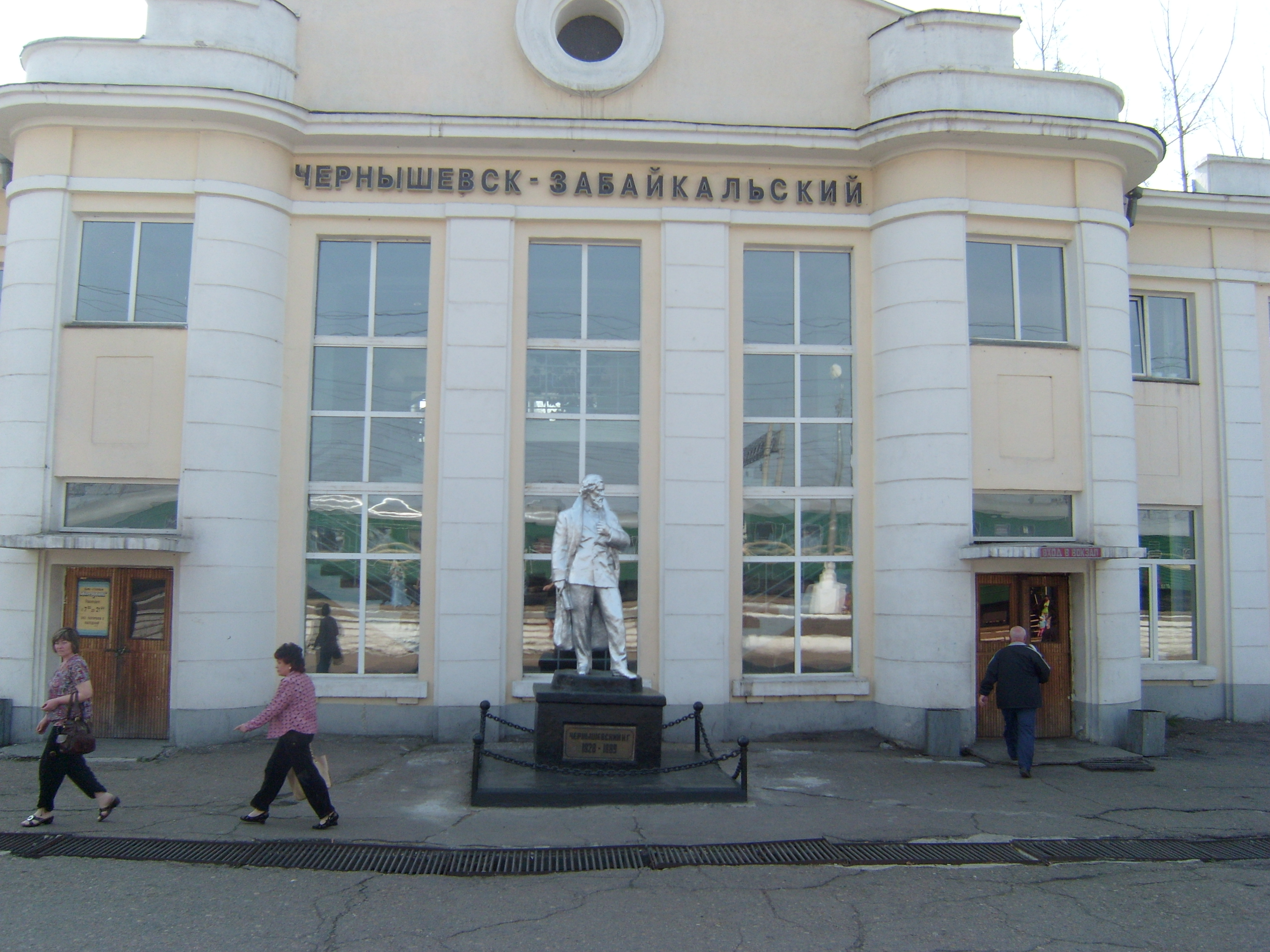
Вокзал

Чернишовськ-Забайкальський (рос. Чернышевск-Забайкальский) — станція Могочинського регіону Забайкальської залізниці Росії, розташована на дільниці Куенга — Бамівська між станціями Укурей (відстань — 23 км) і Алеур (8 км). Відстань до ст. Куенга — 61 км, до ст. Бамівська — 688 км; до транзитного пункту Каримська — 293 км.